# HMNZS Phyllis
HMNZS „Phyllis” – nowozelandzki okręt pomocniczy z okresu II wojny światowej. Przed wojną służył jako kuter wielorybniczy Star III, później jako trawler Phyllis, a w czasie wojny został zakupiony przez Royal New Zealand Navy (RNZN) i jako HMNZS Phyllis (T22) przystosowany do roli stawiacza boi, po wojnie służył ponownie jako trawler.

## Historia
Kuter parowy Star III został zbudowany w Seattle Construction & Dry Dock Company w Seattle w 1912 dla firmy wielorybniczej US Whaling Company – spółki giełdowej założonej przez amerykańskiego finansistę. Większość jej udziałowców pochodziła ze Szkocji, ale statki były zarejestrowane w Stanach Zjednoczonych pod amerykańską banderą. Budując statki w Stanach Zjednoczonych firma zaoszczędziła znaczne koszty związane z ich transportem w porównaniu do sytuacji, jeżeli powstałyby w Norwegii, a także trzy miesiące, ile zazwyczaj zajmowało przepłynięcie z Norwegii do Stanów Zjednoczonych.
Star III miał stalowy kadłub, mierzył 96,1 stóp długości, 19,5 stóp szerokości, jego zanurzenie wynosiło 10,6 stóp (29,3 x 5,9 x 3,2 m), tonaż wynosił około 150 BRT. Napęd stanowiła maszyna parowa potrójnego rozprężania z trzema kotłami o mocy 43 BHP.
Wraz ze Starem III zbudowano jego bliźniaczy Star II i nieco większy Star I (długość kadłuba około 117 stóp - 35,6 m). Jednostki były uważana za bardzo udane.
Wszystkie trzy kutry wielorybniczne (whale chaser – dosł. „ścigacz wielorybów”) udały się na pierwsze połowy na wodach arktycznych w kwietniu 1912, towarzyszyła im pływająca przetwórnia Sommerstad. W pierwszym roku działalności kutrów zabiły one łącznie 314 wielorybów, z których wyprodukowano 8500 baryłek oleju wielorybiego. Rok zakończył się dla spółki sporą stratą finansową - dochód ze sprzedaży oleju wyniósł 554 tysięcy koron, co dało stratę w wysokości 255 tysięcy koron z pasywami wynoszącymi 420 tysięcy koron. W 1913 wyprodukowano 9333 baryłek oleju, ale działalność kutrów nadal przynosiła straty - tym razem w wysokości 85 tysięcy koron. Połowy z 1913 były określone jako ogólnie niezadowalające, ale kutrom udało się znaleźć bogate siedlisko kaszalotów, co dobrze rokowało na przyszłość. Kaszaloty były cenione znacznie wyżej od innych wielorybów, każdy z nich sprzedawany był za około tysiąc ówczesnych dolarów
Począwszy od 1914, trzy kutry i towarzyszące im statki bazujące w Eagle Harbor w pobliżu Seattle udawały się na polowania wielorybów w maju i powracały na zimową kwaterę we wrześniu. W czasie wojny, największy ze Starów - Star I - został zarekwirowany przez United States Navy, gdzie służył jako USS „Star I”. Mniejsze Star II i III nie zainteresowały Marynarki. W 1918 wszystkie trzy kutry znowu pracowały razem, tym razem zabijając tylko 121 wielorybów. Początek lat 20. XX wieku zrujnował wiele firm wielorybniczych, w tym US Whaling Company, co było spowodowane coraz mniejszą ilością wielorybów w wodach arktycznych, bardzo wysokimi kosztami własnymi i coraz mniejszym zapotrzebowaniem na produkty wielorybnicze. W 1922, ostatnim roku działalności firmy, zabito jedynie 117 wielorybów (w tym 60 kaszalotów).
W październiku 1923 wszystkie trzy kutry zostały sprzedane w ręce norweskie i już pod norweską banderą popłynęły one do Auckland w Nowej Zelandii, skąd operowały na wodach antarktycznych.
Według ówczesnych doniesień prasowych, w 1925 Star III odkrył nieznaną wcześniej zatoczkę Morza Rossa i popłynął na południe dalej niż jakikolwiek inny statek.
Około 1928 Star III i jego siostrzane jednostki przestały być używane jako kurty wielorybnicze. W tymże roku parowy mechanizm steru ze Stara III został przekazany na pogłębiarkę Te Whaka.
W 1929 statek został sprzedany nowozelandzkiemu właścicielowi, przemianowany na Phyllis i rozpoczął on pracę jako trawler. Był to jedyny kuter, który przetrwał wojnę, w późniejszym czasie inne jednostki tego typu zostały oferowane RNZN, ale z powodu złego stanu kadłubów i maszyn zostały one tylko złomowane.
Phylllis wraz z HMAS „Nora Niven” zostały zarekwirowane około 1 lub 3 września 1942. Phyllis wszedł do służby 11 stycznia 1943 i pięć dni później udał się w podróż do Auckland, ale z powodów problemów z maszynami parowymi został zmuszony do dłuższego postoju w Wellington. Po przybyciu do Auckland okręt wszedł w skład 25th Minesweeping Flotilla (25 Flotylli Trałowej) jako stawiacz boi, ale podobnie jak Nora Niven często się psuł i został przekazany do rezerwy w grudniu 1943.
W październiku 1944 na okręcie czasowo podniesiono banderę i obsadzony załogą RNZN popłynął do Wellington, gdzie dotarł 29 października i został ostatecznie wycofany ze służby. Okręt został sprzedany w ręce prywatne i ponownie przebudowany na trawler.
8 czerwca 1954 statek wszedł na skały w okolicach Waikanae Beach (35 mil na północ od Wellington) i został prawie całkowicie rozbity.